# Mieszko II Lambert

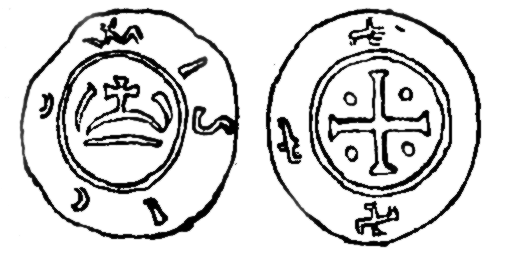
Denar z imieniem Misico obecnie przypisywany Mieszkowi II

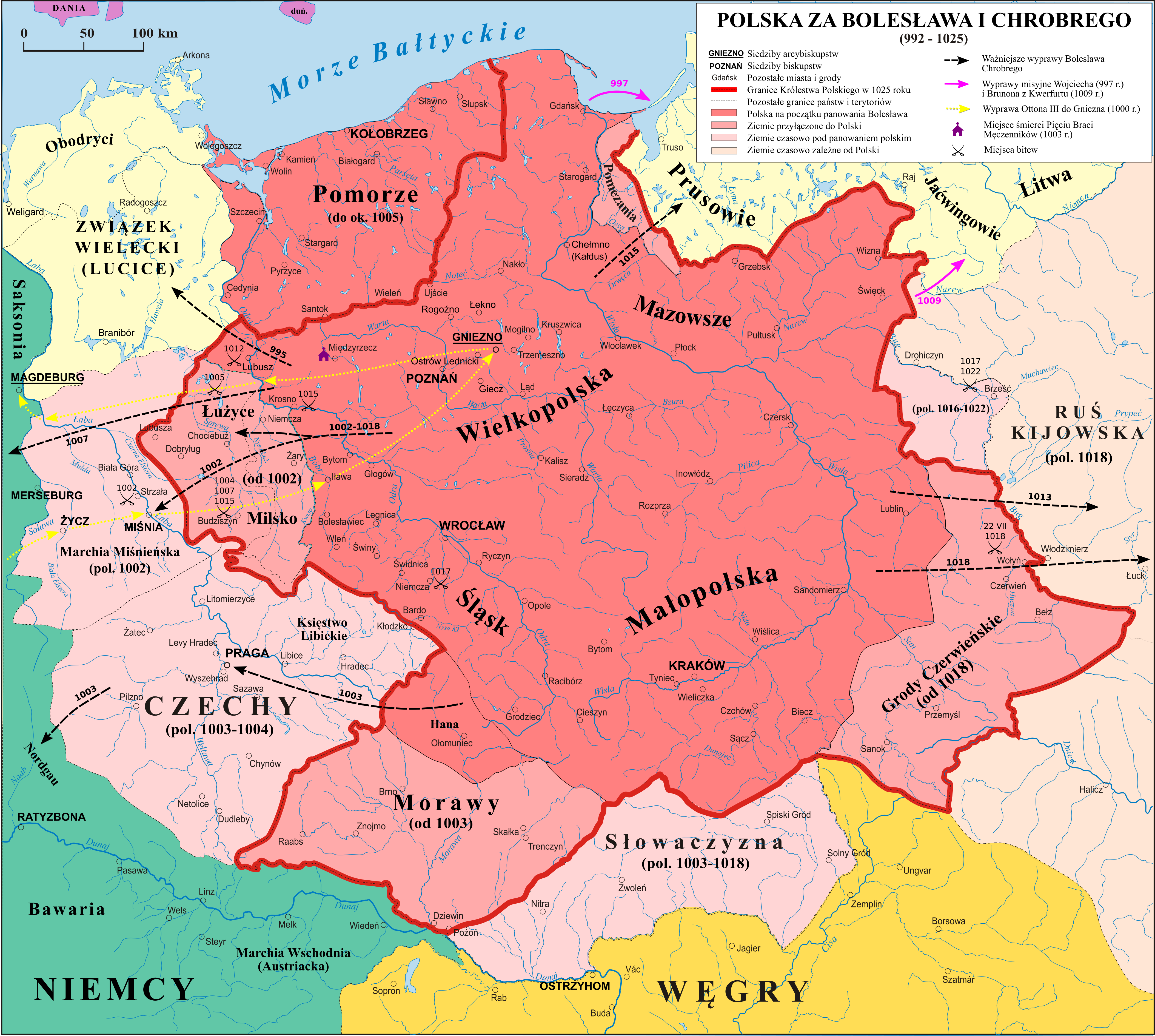
Państwo Mieszka II w pierwszym okresie panowania (1025-1031) odziedziczone po Bolesławie Chrobrym

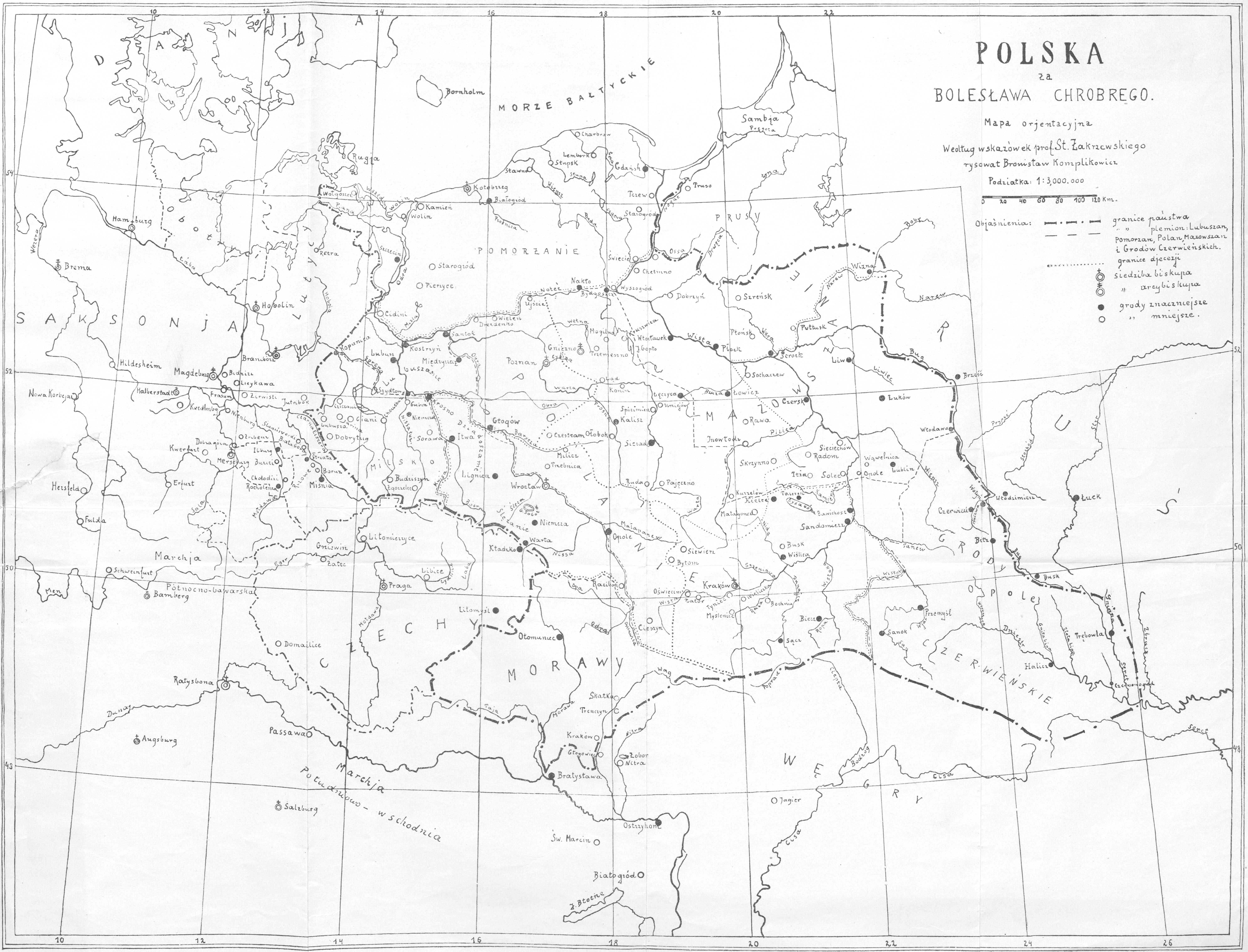
Państwo Bolesława Chrobrego i Mieszka II (1018-1031) według Stanisława Zakrzewskiego

Mieszko II Lambert, dawniej określany jako Mieszko Gnuśny (ur. 990, zm. 10 lub 11 maja 1034) – król Polski w latach 1025–1031, książę Polski w latach 1032–1034 z dynastii Piastów. Syn Bolesława Chrobrego, przejął władzę po śmierci ojca i prawdopodobnie wypędził z kraju swoich dwóch braci. Zorganizował dwa niszczycielskie najazdy na Saksonię w 1028 i 1030. Następnie prowadził wojny obronne przeciw Niemcom, Czechom i książętom Rusi Kijowskiej. Opuścił kraj w 1031 w wyniku kolejnej wyprawy Konrada II na ziemie polskie, oraz po ataku książąt ruskich Jarosława Mądrego i Mścisława, którzy pomogli na polskim tronie osadzić jego brata Bezpryma. Następnie uszedł do Czech, gdzie został uwięziony i wykastrowany przez księcia Udalryka. Odzyskał władzę w 1032 jako książę jednej z trzech dzielnic. Zjednoczył państwo, ale nie udało mu się odtworzyć stabilnych struktur władzy. Za jego czasów od Polski odpadły nabytki terytorialne Bolesława Chrobrego: Milsko i Łużyce, Grody Czerwieńskie oraz Morawy (i być może Słowaczyzna). Był pierwszym władcą Polski umiejącym czytać i pisać. Znał język niemiecki, łacinę i grekę.

## Młodość
Mieszko II był drugim synem Bolesława I Chrobrego, a pierwszym z małżeństwa z Emnildą, księżniczką słowiańską. Już za życia ojca był aktywny politycznie, co pozwala twierdzić, że Bolesław Chrobry wyznaczył go na swojego następcę. Uczestniczył przede wszystkim w polityce niemieckiej, zarówno jako przedstawiciel Chrobrego, poseł, jak i dowódca wojsk.
W 1013 najprawdopodobniej wraz z ojcem przybył do Merseburga i był obecny podczas zawierania porozumienia między Bolesławem Chrobrym a Henrykiem II, na mocy którego Bolesław uzyskał Milsko i Łużyce w lenno, a w zamian zobowiązał się do posiłkowania Henrykowi II podczas wyprawy do Italii.
Pozycję młodego księcia na dworze, zarówno polskim, jak i cesarskim, dobitnie zwiększyło zawarte w 1013 małżeństwo z Rychezą, córką palatyna reńskiego Ezzona, szwagra Ottona III. Zgodnie z zapiskami z klasztoru Brauweiler późniejszy „król polski Mieszko, wysławszy dziewosłębów z najróżnorodniejszymi darami, jak przystało na osobę królewską, za pośrednictwem wspomnianego władcy [króla Niemiec] do jego pierworodnej córki, prosił o rękę Rychezy”. Ezzo miał status równy księciu terytorialnemu oraz duże wpływy jako przywódca lotaryńskiej opozycji przeciw Henrykowi II. Poprzez małżeństwo Mieszka z jego córką dynastia piastowska weszła w krąg rodziny cesarskiej i zyskała pozycję równą, jeśli nie wyższą, od pierwszych rodów Rzeszy.
W 1014 Mieszko został wysłany przez ojca do Czech w roli emisariusza. Miał przekonać księcia Udalryka do sojuszu przeciw Henrykowi II. Misja zakończyła się niepowodzeniem, a Udalryk uwięził Mieszka i wydał królowi Niemiec. Według Thietmara został uwolniony dzięki interwencji saskich możnowładców, którzy poręczyli za niego majątkiem.
Rok później Mieszko stanął na czele wojsk polskich w kolejnej wojnie z Henrykiem II. Przebieg kampanii nie był korzystny dla cesarza. Jego armia potrzebowała ponad miesiąca, by osiągnąć linię Odry, następnie napotkała silny opór wojsk Chrobrego pod dowództwem Mieszka. Henryk wysłał do księcia posłów, starając się skłonić go do zawarcia separatystycznego pokoju. Mieszko odmówił, a sam cesarz nie zdołał rozbić jego oddziałów i rozpoczął odwrót przez kraj Dziadoszan. Książę polski ruszył w pogoń za nim, zadając armii niemieckiej duże straty. Po dotarciu do Miśni bezskutecznie próbował oblegać gród swojego szwagra, margrabiego Hermana. Walki ustały jesienią i zostały wznowione dopiero w 1017 po fiasku rozmów pokojowych. Siły cesarskie sforsowały Odrę koło Krosna Odrzańskiego i omijając główne grody ruszyły w stronę Niemczy. W tym samym czasie Mieszko na czele 10 secin (legii) jazdy przeprowadził z Moraw atak na sprzymierzone z Henrykiem Czechy. Dywersyjne działanie odniosło skutek i cesarz zrezygnował z frontalnego ataku. Rozpoczął zamiast tego nieudane oblężenie Niemczy. Rok później zawarto korzystny dla Polski pokój w Budziszynie.
Ze względu na śmierć Thietmara, głównego kronikarza tego okresu, nie ma niemal żadnych informacji na temat Mieszka od roku 1018 do 1025. Jedynie Gall Anonim wspomina o młodym księciu przy okazji opisu wyprawy jego ojca na Ruś w 1018: „ze względu na to, że (…) syna swego Mieszka jeszcze nie uważał za zdolnego do sprawowania rządów, ustanowił tam panem w swoim zastępstwie pewnego Rusina ze swego rodu”.

## Panowanie Mieszka II

### Koronacja i dziedzictwo
Tuż po śmierci ojca Mieszko został koronowany na króla Polski 25 grudnia 1025 przez arcybiskupa gnieźnieńskiego Hipolita w katedrze gnieźnieńskiej. Zdaniem kronikarzy niemieckich uczynił to samowolnie, co w ówczesnej sytuacji politycznej mogło być poniekąd prawdą. Po ojcu Mieszko II odziedziczył rozległe terytorium, składające się nie tylko z większości ziem państwa gnieźnieńskiego Mieszka I (bez Pomorza Zachodniego), ale również Milska, Łużyc, Moraw i Grodów Czerwieńskich. Był ważnym środkowoeuropejskim władcą i posiadał rozległe koligacje w Rzeszy, co dobrze wróżyło jego rozpoczynającym się rządom.
Nie wiadomo jak, po przejęciu władzy, potraktował Mieszko swoich dwóch braci: Bezpryma i Ottona. Zapiski kronikarskie pozwalają przypuszczać, że zostali oni wypędzeni lub zmuszeni do ucieczki z kraju. Otto został ponoć wygnany, ponieważ sprzyjał cesarzowi Konradowi II. Inne źródła wspominają o Bezprymie mającym jakoby przebywać na Rusi.

### Wsparcie opozycji niemieckiej

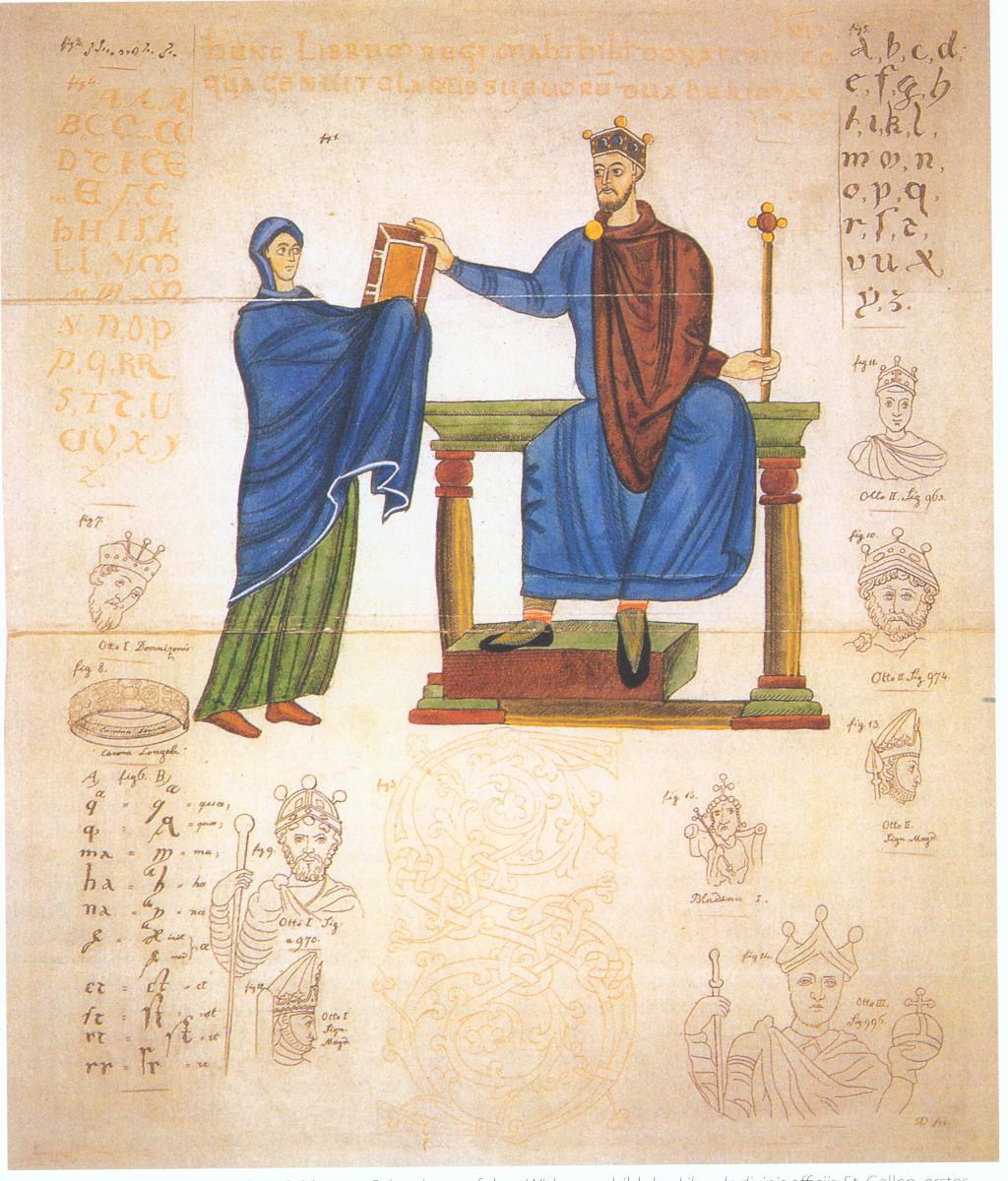
Księżna Matylda wręcza księgę liturgiczną Mieszkowi II

W 1026 król niemiecki Konrad II udał się do Italii na cesarską koronację. Jego nieobecność zwiększyła aktywność opozycji skupionej wokół księcia szwabskiego Ernesta II i Fryderyka II lotaryńskiego. Przeciwnicy Konrada postanowili zdobyć przychylność posiadającego znaczną pozycję Mieszka II. Śladem tych starań była księga modlitewna przysłana Mieszkowi około 1027 przez Matyldę szwabską (żonę Fryderyka II z Lotaryngii, córkę Hermanna II, księcia Szwabii z bocznej linii dynastii Konradynów). Tzw. Kodeks Matyldy zawierał m.in. całostronicową miniaturę przedstawiającą księżnę wręczającą księgę siedzącemu na krześle tronowym królowi. Do daru dołączono list dedykacyjny Matyldy zawierający wiele cennych, choć zapewne przesadzonych informacji na temat władcy Polski. Matylda nazwała go wybitnym królem, poświęconym wzorem ojca szerzeniu chrześcijaństwa. Chwaliła zasługi Mieszka w budowaniu nowych kościołów, jak również znajomość łaciny i niezwykle rzadkiej w tych czasach greki. W księdze tej znalazł się najwcześniejszy zapis nutowy na ziemiach polskich: neumy na marginesie sekwencji Ad celebres rex cęlice. Wszystko wskazuje na to, że dar wywołał spodziewany efekt, a Mieszko obiecał podjąć działania zbrojne. Wyprawę wojenną mającą wspomóc opozycję zaczęto przygotowywać jesienią 1027. W połowie tego samego roku Konrad II powrócił do kraju i podjął walkę z rebeliantami. Pokonał, a następnie uwięził i pozbawił władztwa Ernesta szwabskiego. Dopiero wtedy, gdy w Niemczech walki już dogasały, z wyprawą ruszył Mieszko II. W 1028 polskie wojska dokonały łupieżczego najazdu na Saksonię i uprowadziły licznych jeńców (początek wojny z Niemcami). Zniszczenia miały być tak wielkie, że według saskich źródeł „po przejściu wojsk Mieszka trawa nie chciała rosnąć”. Samego króla Polski oskarżano o wiarołomstwo, zarazem przypominając, że uzurpował on sobie prawo do królewskiej korony. Najazd dotyczyć musiał także ziem plemienia Wieletów. W październiku 1028 na zjazd państwowy w Pöhlde przybyło ich poselstwo, prosząc cesarza o obronę przed atakami Mieszka II i obiecując wsparcie w walce z władcą Polski.

### Wyprawy odwetowe

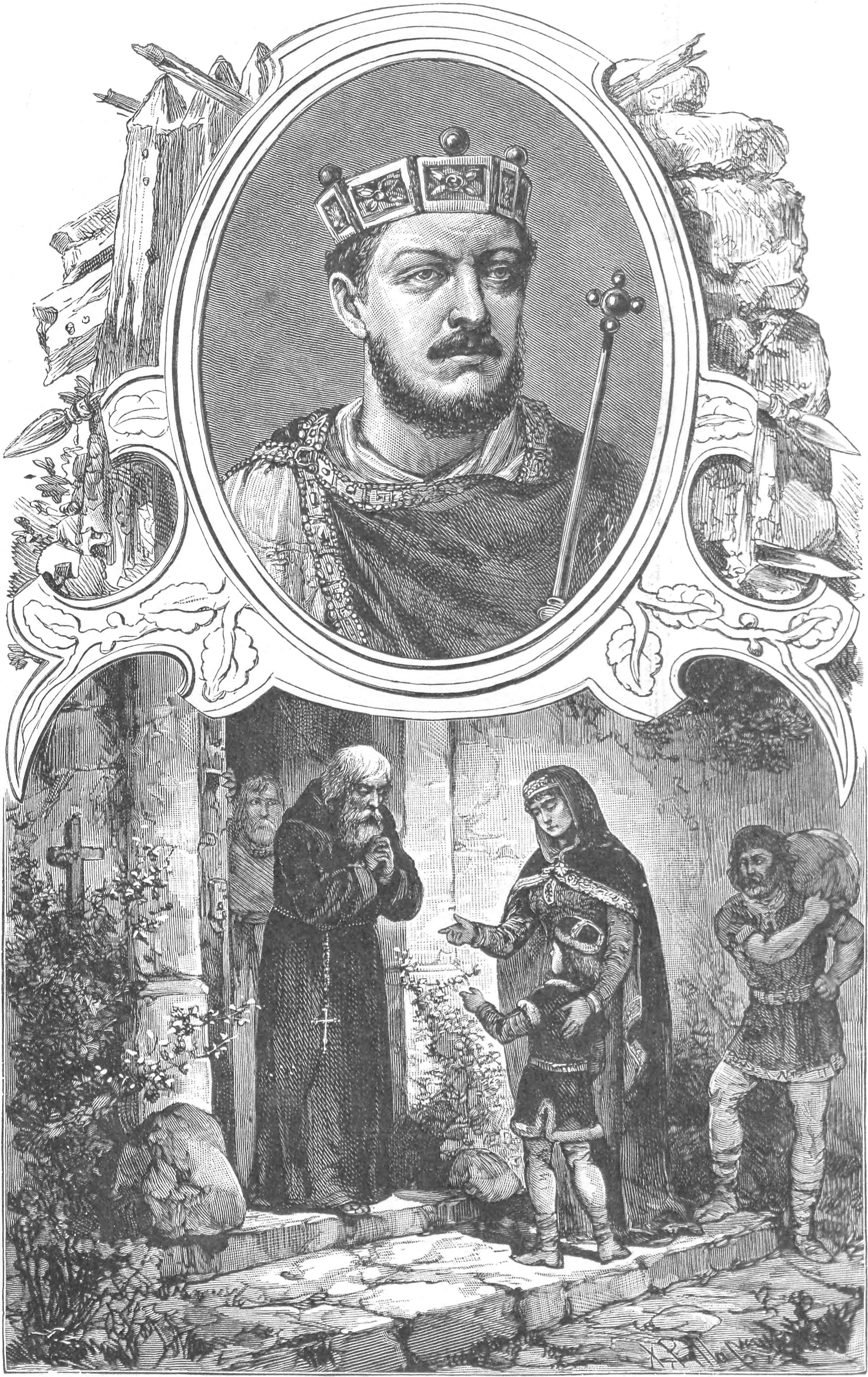
Mieszko II w cyklu Wizerunki książąt i królów polskich Ksawerego Pillatiego z 1888.

Zorganizowany zbyt późno najazd nie wpłynął na szanse rebeliantów, wywołał natomiast odwetową wyprawę cesarza. Wojska Konrada jesienią 1029 uderzyły na Łużyce, przystępując do bezskutecznego oblężenia Budziszyna. Niemcy nie otrzymali obiecanego wsparcia Wieletów, a wyprawa zakończyła się niepowodzeniem, ponieważ zagrożony przez Węgrów władca Niemiec zmuszony został do odwrotu.
W 1030 Mieszko zabezpieczony sojuszem z Węgrami raz jeszcze najechał Saksonię. Tymczasem jego południowy sprzymierzeniec zaatakował Bawarię, przejściowo zajmując Wiedeń.
W odpowiedzi cesarz zorganizował kolejną wyprawę przeciw królowi Polski, tym razem organizując szerszą koalicję antymieszkowską. Już w 1030 do ofensywy przeszedł książę Rusi Kijowskiej Jarosław Mądry. Uderzył on na Ruś Czerwoną, zajmując przygraniczny gród Bełz.
Prawdopodobnie w 1031 syn władcy Czech Udalryka, Brzetysław zaatakował i zdobył Morawy (w literaturze pojawiają się mniej popularne daty odpadnięcia Moraw: 1017 1020, 1021, 1029 i 1030). Natomiast czeska historiografia opowiada się za okresem panowania Bolesława Chrobrego i datuje utratę Moraw przez Polskę na lata 1018–1020.
Cesarz w 1031 zawarł pokój ze sprzymierzonymi z Mieszkiem II Węgrami. Prawdopodobnie rządzący w tym kraju Stefan I zajął w zamian Słowację. Konrad nie musiał już obawiać się ataku z południa i jesienią 1031 ruszył z ofensywą na Łużyce i Milsko. Ofensywa zakończyła się sukcesem, a Mieszko zrzekł się obydwu ziem. W efekcie od Polski odpadły zdobycze Bolesława Chrobrego, o które prowadził wieloletnie wojny z Henrykiem II.

### Sytuacja w kraju

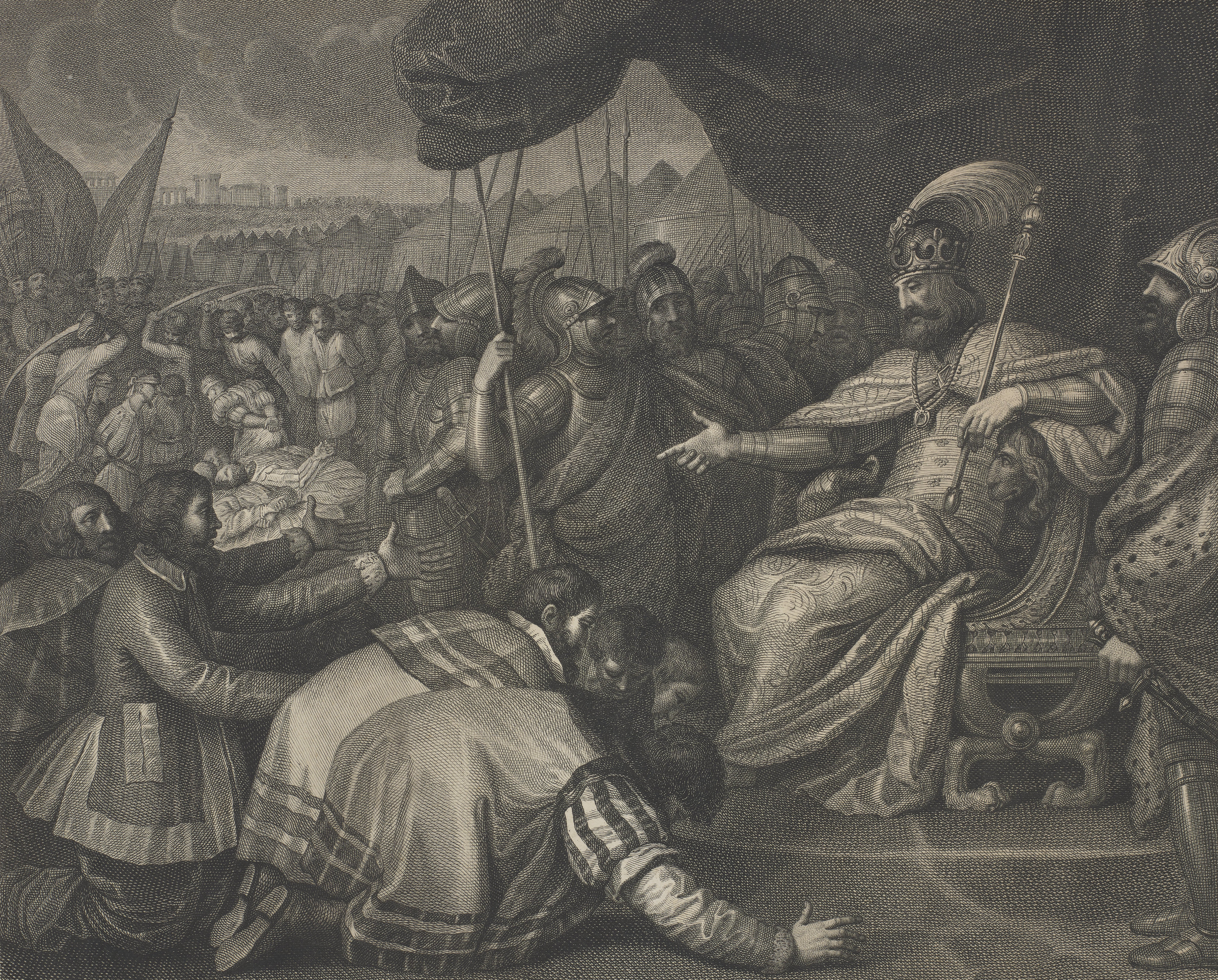
Mieszko II uśmierza bunt Pomorzan

Historycy przypuszczają, że przyczyną szybkiej kapitulacji Mieszka II była zła sytuacja wewnętrzna w kraju. Odziedziczony po Bolesławie Chrobrym system monarchii wojennej wymagał do funkcjonowania prowadzenia zwycięskich i przynoszących liczne łupy wojen. W przeciwnym razie koszty utrzymywania rozbudowanej drużyny książęcej spadały na ludność państwa. Tymczasem od najazdu na Saksonię Mieszko jedynie bronił swojego terytorium. Co więcej przegrane wojny osłabiały pozycję księcia, co uaktywniło opozycję wśród grup społecznych, którym wcześniejsze wojny nie przyniosły korzyści. Dodatkowym problemem był kryzys dynastyczny. Dwaj prawdopodobnie wypędzeni bracia Mieszka II podjęli próby odzyskania władzy przy pomocy obcych sił.

### Atak Jarosława Mądrego i utrata władzy
Prawdopodobnie problemy brata jako pierwszy wykorzystał Bezprym, który przypuszczalnie przy wsparciu Ottona zdobył wsparcie książąt ruskich w dążeniu do przejęcia władzy. Kiedy Mieszko zajęty był obroną Łużyc przed wojskami Konrada II, ze wschodu ruszyła wyprawa Jarosława Mądrego i Mścisława. W 1031 ponownie najechali oni i przyłączyli do swojego kraju Grody Czerwieńskie, a następnie osadzili Bezpryma na tronie. Mieszko zmuszony został do ucieczki z kraju. Nie mógł zbiec na Węgry, ponieważ drogę zagradzały mu oddziały ruskie, a król Stefan nie był mu przychylny. Tym bardziej wykluczona była ucieczka do najechanej kilka lat wcześniej Saksonii. Pozbawiony alternatyw Mieszko wyruszył do Czech. Książę Uldaryk po raz kolejny uwięził Mieszka, ten jednak nie mógł tym razem liczyć na wsparcie cesarza. Został nie tylko pojmany, ale również wykastrowany, co miało być karą za oślepienie przez Bolesława Chrobrego księcia czeskiego Bolesława III Rudego. Gall Anonim następująco przedstawił to wydarzenie w swojej kronice: „Opowiadają też, że Czesi schwytali [go] zdradziecko na wiecu i rzemieniami skrępowali mu genitalia tak, że nie mógł już płodzić [potomstwa], za to, że król Bolesław, jego ojciec, podobną im wyrządził krzywdę, oślepiwszy ich księcia, a swego wuja. Mieszko tedy powrócił wprawdzie z niewoli, lecz żony więcej nie zaznał”.

### Rządy Bezpryma i odzyskanie tronu

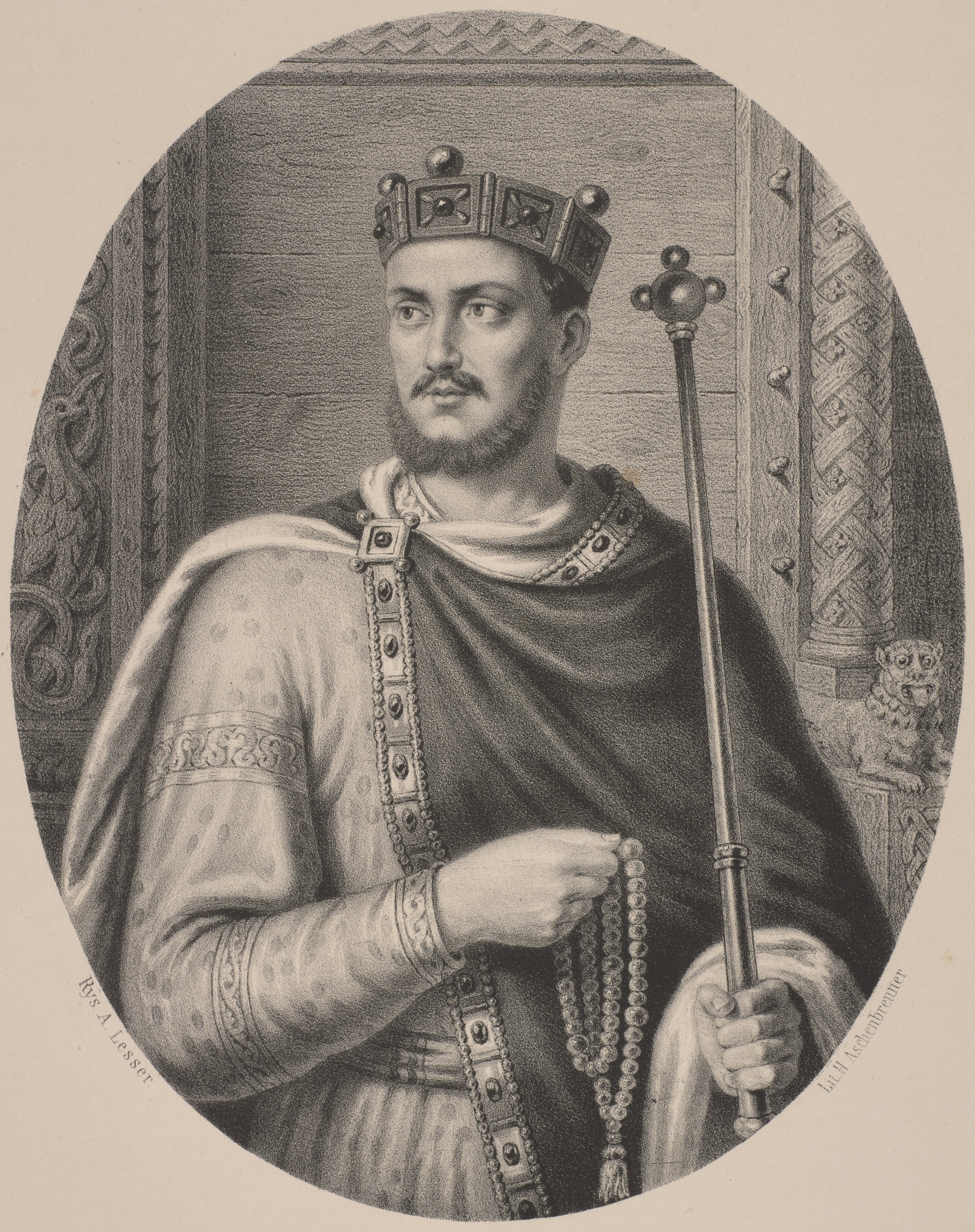
Mieszko II, grafika Aleksandra Lessera

Nowy książę Bezprym rozpoczął prawdopodobnie krwawe prześladowania możnowładztwa wiernego Mieszkowi II. W czasie gdy sprawował władzę, doszło też do buntów ludności znanych pod nazwą reakcji pogańskiej. Rozkładowi uległy struktury władzy, upadł autorytet księcia, a Bezprym odesłał cesarzowi polskie insygnia koronacyjne. Jak podaje Rocznik hildesheimski został zamordowany „przez swoich” w rok po przejęciu władzy (1032). Inspiratorami morderstwa mieli być jego bracia.
Po śmierci Bezpryma tron Polski pozostał nieobsadzony. Mieszko przebywał w niewoli czeskiej, natomiast Otto prawdopodobnie w Niemczech. Źródła niemieckie podają, że Konrad zorganizował wyprawę zbrojną do Polski. Nieznany jest jej przebieg i efekty, wiadomo natomiast, że Uldaryk uwolnił Mieszka, który zapewne powrócił do kraju. Reagując na odzyskanie władzy przez swojego niedawnego przeciwnika, cesarz natychmiast udał się do Merseburga i rozpoczął przygotowania do wyprawy przeciw Polsce. Mieszko nie był przygotowany do konfrontacji, użył więc swoich wpływów na dworze niemieckim celem dyplomatycznego rozwiązania konfliktu.
W 1032 w Merseburgu doszło do spotkania Konrada II z żyjącymi spadkobiercami rodu Piastów. Pozbawiony alternatywy Mieszko zrzekł się korony i zgodził na podział kraju między trzech ubiegających się o tron pretendentów: siebie, Ottona i Dytryka, który był synem jednego z braci Bolesława Chrobrego. Roczniki hildesheimskie następująco opisują to wydarzenie:

Tenże [Mieszko] rozumiejąc powody swej niestosownej zuchwałości, z jaką w latach poprzednich występował (…) wyprawił swoich posłów do cesarza i prosił o wyznaczenie czasu celem stawienia się i dania godnego zadośćuczynienia. I potem za zgodą cesarza w dniu 7 lipca przybył do Marseburga i sam poddał się władzy cesarskiej, zapomniawszy mianowicie korony i całego wystroju królewskiego. Którego cesarz łaskawiej niż ów sam przyjąwszy, przydzielił jemu i jego bratankowi, niejakiemu Thiedrykowi, królestwo tj. państwo, jakie sam przedtem posiadał

Inny niemiecki kronikarz, Wipo wspomniał o podziale kraju na trzy części. Trzecią miał otrzymać brat Mieszka, Otto, z którym ten prawdopodobnie wspólnie zorganizował zabójstwo Bezpryma. Przypuszcza się, że do podziału państwa między Mieszka i Ottona doszło pokojowo, jeszcze przed zjazdem w Merseburgu.
     Dzielnica Dytryka
     Dzielnica Ottona
     Dzielnica Mieszka II

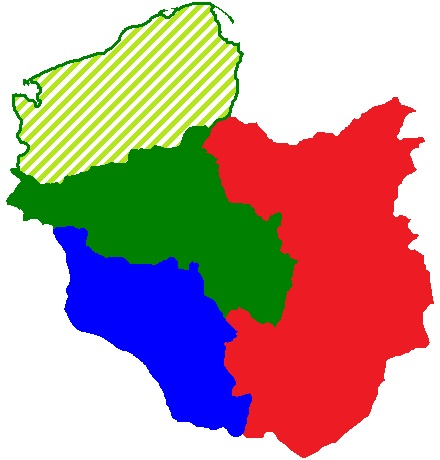
Prawdopodobny podział Polski na trzy dzielnice uzgodniony na zjeździe w Merseburgu (1032-1033):
Dzielnica Dytryka
Dzielnica Ottona
Dzielnica Mieszka II

Mieszko otrzymał prawdopodobnie Małopolskę i Mazowsze, Otto Śląsk, natomiast Dytryk Wielkopolskę. Inna propozycja podziału zakłada, że Mieszkowi przypadła stołeczna Wielkopolska, a pozostałe dzielnice przejęli Otto i Dytryk.
Jakkolwiek dokładnie przebiegał, podział państwa nie utrzymał się długo. Kiedy w 1033 zmarł książę Otto, Mieszko przejął jego dzielnicę. Następnie wypędził Dytryka (o ile ten w ogóle dotarł do Polski) i tym samym zjednoczył państwo.
Mieszko odzyskał pełnię władzy, ale nadal zmuszony był do walki z reakcją pogańską i społeczną, a odbudowa struktur państwa przebiegała bardzo opornie. Warto podkreślić, że w Polsce nie przyjęto do wiadomości zrzeczenia się korony i po 1032 polskie roczniki wciąż nazywały go królem.

### Śmierć

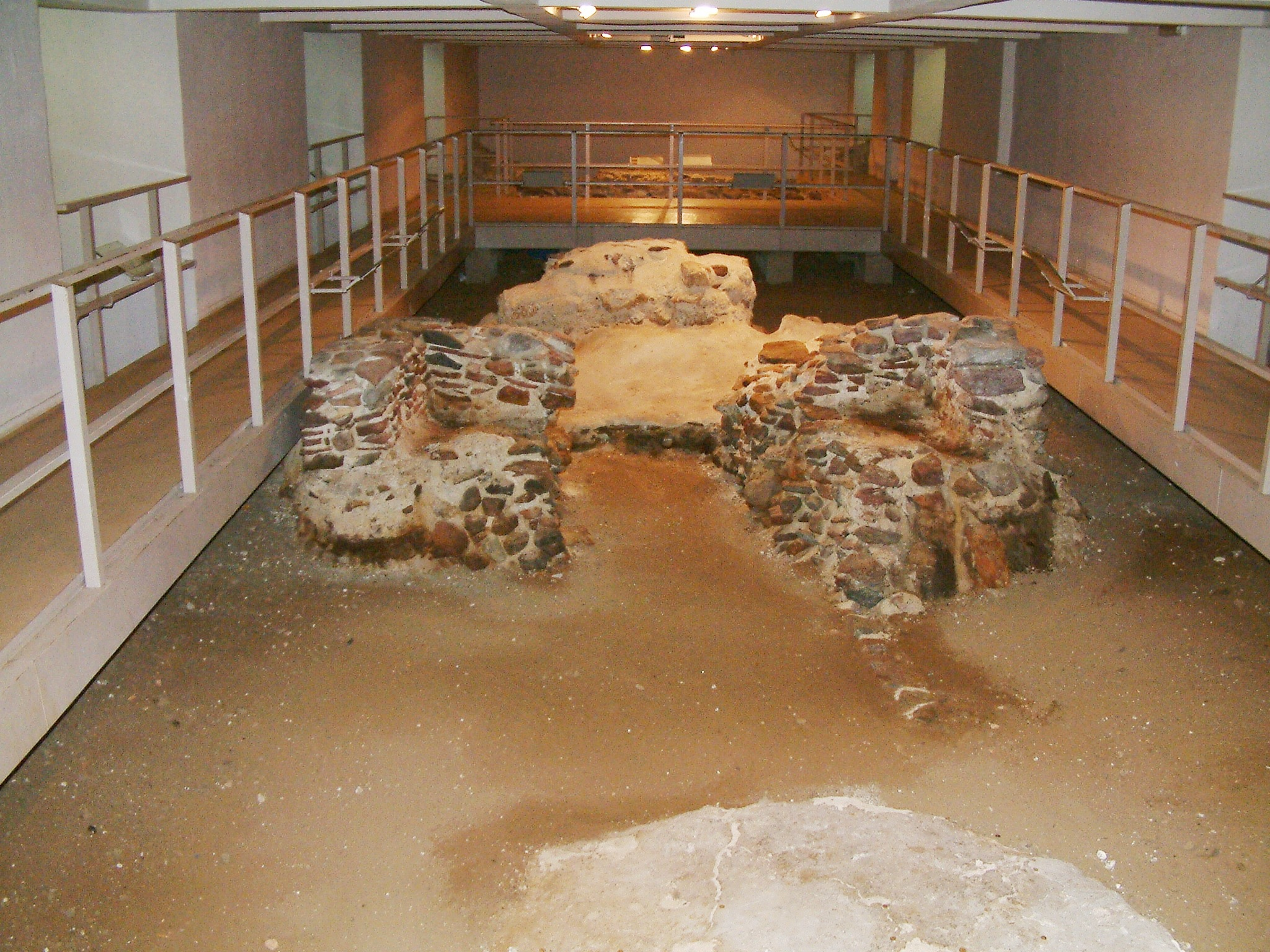
Pozostałości przedromańskiej katedry w Poznaniu, prawdopodobne miejsce pochowania Mieszka II

Mieszko zmarł nagle 10 lub 11 maja 1034, pozostawiając państwo osłabione i znacznie okrojone terytorialnie względem początku panowania. Prawdopodobnie wkrótce od kraju odpadło Mazowsze rządzone przez byłego cześnika Miecława.
Mieszko II zmarł śmiercią naturalną, co stwierdzają jednoznacznie polskie roczniki. Informacja, że został zamordowany przez swojego miecznika, pochodząca z kroniki Gotfryda z Viterbo, odnosi się do Bezpryma. Pochowany został w katedrze w Poznaniu.
Sytuację w kraju po śmierci księcia w krótkich słowach opisał wspomniany już Wipo:

Mieszko, książę Polski, zszedł przedwczesną śmiercią, a wiara chrześcijańska tam przez jego poprzedników zaczęta i przez niego lepiej umocniona, upadła niestety, w sposób godny płaczu.

## Rodzina

### Żona
- Rycheza (ur. ok. 993, zm. 21 marca 1063) – córka Ezzona, hrabiego palatyna w Lotaryngii (ur. 994, zm. 1034), po 1047 była benedyktynką w Brauweiler.

### Dzieci
- Kazimierz I Odnowiciel (ur. 25 lipca 1016, zm. 28 listopada 1058[17]) – książę Polski (1038–1058),
- N. N., córka (ur. ?, zm. po 1052) – żona Beli I, króla Węgier (1060–1063)[18], matka świętego Władysława, króla Węgier, znana jako Rycheza lub Adelajda[19],
- Gertruda (ur. ok. 1025, zm. 4 stycznia 1108) – żona Izjasława I, księcia Turowa, księcia nowogródzkiego (1052–1054), wielkiego księcia kijowskiego (1054–1068, 1069–1073, 1077–1078).

Możliwe, że córką Mieszka II była również Agata, żona angielskiego księcia Edwarda Wygnańca, której pochodzenie jest kwestią dyskusyjną.
W XIX w. powstała hipoteza, że Mieszko II posiadał także drugiego syna, Bolesława. Według Oswalda Balzera miał on być starszym synem Mieszka II i Rychezy, urodzonym w 1014 lub 1015, natomiast według Tadeusza Wasilewskiego synem Mieszka i nałożnicy urodzonym w 1033. Hipoteza ta we współczesnej historiografii jest jednak odrzucana.

### Genealogia
| Mieszko I ur. w okr. 922-945 zm. 25 V 992 | Mieszko I ur. w okr. 922-945 zm. 25 V 992 |                                           |                                           | Dobrawa ur. ok. 930 zm. 977 | Dobrawa ur. ok. 930 zm. 977 |  |  | Dobromir ur. ? zm. ? | Dobromir ur. ? zm. ? |                                          |                                          | NN ur. ? zm. ? | NN ur. ? zm. ? |
|                                           |                                           |                                           |                                           |                             |                             |  |  |                      |                      |                                          |                                          |                |                |
|                                           |                                           |                                           |                                           |                             |                             |  |  |                      |                      |                                          |                                          |                |                |
|                                           |                                           | Bolesław I Chrobry ur. 967 zm. 17 VI 1025 | Bolesław I Chrobry ur. 967 zm. 17 VI 1025 |                             |                             |  |  |                      |                      | Emnilda ur. w okr. 970-975 zm. 1016-1017 | Emnilda ur. w okr. 970-975 zm. 1016-1017 |                |                |
|                                           |                                           |                                           |                                           |                             |                             |  |  |                      |                      |                                          |                                          |                |                |
|                                           |                                           |                                           |                                           |                             |                             |  |  |                      |                      |                                          |                                          |                |                |
|                                           |                                           |                                           |                                           |                             |                             |  |  |                      |                      |                                          |                                          |                |                |

|                                    |                                    | Rycheza ur. ok. 993 zm. 21 III 1063 OO 1013 | Rycheza ur. ok. 993 zm. 21 III 1063 OO 1013 | Mieszko II Lambert (ur. 990, zm. 10 lub 11 V 1034)    | Mieszko II Lambert (ur. 990, zm. 10 lub 11 V 1034)    |  |  |  |  |
|                                    |                                    |                                             |                                             |                                                       |                                                       |  |  |  |  |
|                                    |                                    |                                             |                                             |                                                       |                                                       |  |  |  |  |
|                                    |                                    |                                             |                                             |                                                       |                                                       |  |  |  |  |
| Gertruda ur. ok. 1025 zm. 4 I 1108 | Gertruda ur. ok. 1025 zm. 4 I 1108 | N.N., córka ur. ? zm. po 1052               | N.N., córka ur. ? zm. po 1052               | Kazimierz I Odnowiciel ur. 25 VII 1016 zm. 28 XI 1058 | Kazimierz I Odnowiciel ur. 25 VII 1016 zm. 28 XI 1058 |  |  |  |  |

## Imiona i przydomek Mieszka II
Pierwsze imię książę otrzymał prawdopodobnie po dziadku, Mieszku I. Drugie (Lambert), niekiedy błędnie uznawane za przydomek, było przejawem żywego w Polsce kultu św. Lamberta. Nosił je też stryj Mieszka II, Lambert Mieszkowic. Przypuszcza się, że wybór imion dla syna był wyrazem ocieplenia się stosunków między Bolesławem Chrobrym a jego macochą Odą.
Współczesna historiografia nie przypisuje Mieszkowi II żadnego stałego przydomku, natomiast do XIX w. określany był on mianem Gnuśny. Podstawą dla tego epitetu były krytyczne opinie kronikarzy XII-wiecznych, a szczególnie słowa tworzącego w XV w. Jana Długosza: „okazał się człowiekiem gnuśnego charakteru, tępego umysłu, niezgrabny, w radach nierozsądny, w działaniu słaby, mało zdatny do spraw większej wagi”. Na taką ocenę kronikarzy wpłynęła prawdopodobnie chęć uwypuklenia wielkości Bolesława Chrobrego (podobną sytuację można było zaobserwować m.in. we Francji, gdzie budowano legendę Ludwika IX Świętego, dyskredytując dokonania jego poprzednika Ludwika VIII i następcy Filipa III).
Dopiero współczesna historiografia zrehabilitowała postać Mieszka II, porażki tłumacząc w większym stopniu złą sytuacją wewnętrzną państwa odziedziczoną po Bolesławie Chrobrym i działalnością spiskową braci księcia, niż jego osobistymi cechami.

## Akcje fundacyjne Mieszka II
Z listu księżnej Matyldy i zapisków kronikarskich Wipona dowiadujemy się o zakrojonej na szeroką skalę akcji fundacyjnej prowadzonej przez Mieszka II. Gerard Labuda wyraził przypuszczenie, że kiedy po ślubie z Rychezą Mieszko miał przejąć Małopolskę, na Wawelu powstał kościół św. Gereona i rotunda św. Feliksa i Adaukta. Oba wezwania mogły trafić do Krakowa z Kolonii, z którą była związana rodzina Rychezy.

## Sylwetka Mieszka II w źródłach
List księżnej Matyldy do Mieszka II

Ponieważ łaska Boża użyczyła Ci królewskiego tytułu zarówno, jak i zaszczytu, i w najznakomitszy sposób wyposażyła w niezbędną do tego umiejętność rządzenia, poświęciłeś za szczęśliwym natchnieniem, jak słyszałam, z pobożnym sercem samemu Bogu początki swego panowania (…)
Nie dość Ci tego, że możesz we własnym i w łacińskim języku chwalić godnie Boga, zapragnąłeś jeszcze w greckim. Te i podobne usiłowania, jeżeli w nich do końca wytrwać, przysparzają Ci sławy najbogobojniejszego władcy i poświadczają jak najdowodniej, że nie tyle ludzkim, ile boskim wyrokiem powołany zostałeś do rządzenia ludem wiernym Bogu; znaną jest Twoja sprawiedliwość w sądzie, Twoja dobroć i przeczysta Twoich obyczajów szlachetność.

Kronika Galla Anonima

Był zacnym rycerzem, wiele też dokonał dzieł rycerskich, których wyliczanie za długo by trwało. On też stał się przedmiotem nienawiści dla wszystkich sąsiadów, a to skutkiem zawiści, jaką żywili dla jego ojca; lecz nie odznaczał się już, tak jak ojciec ani zaletami żywota, ani obyczajów, ani też bogactwami.

## Upamiętnienie
W 2016 r. w katedrze w Poznaniu odsłonięta została tablica epitafijna Mieszka II .
Od września 2018 r. króla upamiętnia jeden z posągów na trasie Traktu Królewskiego w Gnieźnie. Autorem rzeźby jest poznański artysta, Rafał Nowak.
Mieszka II upamiętnia także renesansowa płaskorzeźba umieszczona w portalu bramy wjazdowej Zamku Piastów Śląskich w Brzegu.
W 1000. rocznicę koronacji Bolesława Chrobrego i Mieszka II Lamberta uchwałą Sejmu RP X kadencji z 24 lipca 2024 zdecydowano o ustanowieniu roku 2025 „Rokiem Milenium Koronacji Dwóch Pierwszych Królów Polski w Gnieźnie”.

### Źródła
- Gall Anonim: Kronika polska. Wrocław: Zakład Narodowy im. Ossolińskich, 2003. ISBN 83-04-04610-5. Brak numerów stron w książce

### Opracowania
- Oswald Balzer: Genealogia Piastów. Kraków: 1895. Brak numerów stron w książce
- Roman Grodecki, S. Zachorowski, J. Dąbrowski: Dzieje Polski średniowiecznej. T. 1. Kraków: 1995. ISBN 83-7052-230-0. Brak numerów stron w książce
- Kazimierz Jasiński: Rodowód pierwszych Piastów. Wrocław – Warszawa: 1992. ISBN 83-85218-32-7. Brak numerów stron w książce
- Feliks Koneczny: Dzieje Polski za Piastów. Kraków: 1902. Brak numerów stron w książce
- Gerard Labuda: Mieszko II król Polski (1025–1034), Rozprawy Akademii Umiejętności. T. 73. Kraków: Wydział Historyczno-Filozoficzny, 1992. ISBN 83-85483-46-2. Brak numerów stron w książce
- Gerard Labuda: Pierwsze państwo polskie. Kraków: Krajowa Agencja Wydawnicza, 1989. ISBN 83-03-02969-X. Brak numerów stron w książce
- Anatol Lewicki: Mieszko II, Rozprawy Akademii Umiejętności. T. 5. Kraków: Wydział Historyczno-Filozoficzny, 1876. Brak numerów stron w książce
- Ludwik Stomma: Królów polskich i francuskich przypadki. Warszawa: 2000. ISBN 83-87988-69-3. Brak numerów stron w książce
- Stanisław Szczur: Historia Polski średniowiecze: Państwo Bolesława Chrobrego. Kraków: Wydawnictwo Literackie, 2002. ISBN 83-08-03272-9. Brak numerów stron w książce
- Jerzy Lesław Wyrozumski: Dzieje Polski piastowskiej (VIII w.–1370). Kraków: 1999. ISBN 83-85719-38-5. Brak numerów stron w książce
- Benedykt Zientara: Poczet Królów i Książąt Polski. Warszawa: Czytelnik, 1988. ISBN 83-07-01822-6. Brak numerów stron w książce